# Каламбак
Каламбак, Каламбък или Калабък (на гръцки: Καλαμπάκι, Каламбаки, катаревуса: Καλαμπάκιον, Каламбакион) е градче в Гърция, част от дем Доксат на област Източна Македония и Тракия.

## География
Градът се намира на 50 m надморска височина, в Драмското поле на 12 km южно от град Драма.

## История

### Етимология
Според Йордан Н. Иванов името на града идва от калабак, водна роза, русалка.

### В Османската империя
В началото на XX век Каламбак е малко турско село в Драмска каза на Османската империя. Според Васил Кънчов („Македония. Етнография и статистика“) в 1900 година Каланбак има 300 жители турци.

### В Гърция
След Междусъюзническата война в 1913 година селото попада в Гърция. Според гръцката статистика, през 1913 година в Каламбаки (Καλαμπάκι) живеят 817 души.
След Лозанския договор от 1923 година, сложил край на Гръцко-турската война турското население на Каламбаки се изселва в Турция и на негово място са настанени 404 гръцки семейства от Източнотракийското село Крионеро както и караманлии от Кападокия. В 1928 година Каламбаки е чисто бежанско село с 404 бежански семейства и 1684 души бежанци. В 30-те години са извършени серия мелиорации, като е пресушено близкото мочурище и землището се разширява с нови плодородни земи. Вследствие на това в Калабак са настанени нови бежанци.
Населението произвежда памук, жито, фуражни и други земеделски продукти, като се занимава и с краварство.
| Име        | Име         | Ново име  | Ново име  | Описание                |
| ---------- | ----------- | --------- | --------- | ----------------------- |
| Иланли     | Ιλανζῆ      | Филотопос | Φιλότοπος | местност ЮЗ от Каламбак |
| Арап кавак | ’Αρὰπ Καβὰκ | Левкес    | Λεῦκες    | местност Ю от Каламбак  |

| Година    | 1913 | 1920 | 1928 | 1940 | 1951 | 1961 | 1971 | 1981 | 1991 | 2001 | 2011 | 2021 |
| --------- | ---- | ---- | ---- | ---- | ---- | ---- | ---- | ---- | ---- | ---- | ---- | ---- |
| Население | 817  | 727  | 1894 | 2873 | 3189 | 3199 | 2974 | 3389 | 3388 | 3489 | 3110 | 2652 |